# Bitwa pod Kaiserslautern
Bitwa pod Kaiserslautern – starcie zbrojne, które miało miejsce w dniach  od 28 do 30 listopada 1793 podczas wojny Francji z pierwszą koalicją.
Armia pruska dowodzona przez księcia Brunszwickiego pobiła francuską armię, którą dowodził Lazare Hoche.

## Wstęp
Po nieudanej próbie zdobycia Bitche książę Brunszwicki (20 tys. żołnierzy) wycofał się na obszar Wogezów. Armię pruską pomimo fatalnej pogody ścigała francuska Armia Mozeli (Armée de la Moselle) (35 tys. żołnierzy), którą od października prowadził Lazare Hoche. Straciwszy kontakt z Prusakami Hoche podzielił swe siły, by szybciej odnaleźć nieprzyjaciela. Tymczasem książę Brunszwicki znalazł znakomitą pozycję nad bagnistą rzeką Lauter.

## Bitwa
Armia pruska zajęła umocnioną pozycję, która osłaniała komunikację z Renem. Lewe skrzydło było oparte o Kaiserslautern, centrum stało na wyżynie Kaiserslautern, natomiast prawe skrzydło ustawione za rzeką Lauter osłaniało drogę do Landau in der Pfalz. Dowodzona przez Hoche'a francuska Armia Mozeli 27 listopada przeprawiła się przez Saarę, zamierzając uderzyć na lewe skrzydło i centrum pruskie czterema kolumnami i wyjść na pruskie tyły.

### Pierwszy dzień
Francuzi 28 listopada zbliżali się do pruskich pozycji w trzech kolumnach. Prawą kolumną dowodził Alexandre Camille Taponier, środkową Lazare Hoche, a lewą Jean-Jacques Ambert. Kolumna Taponiera pierwsza natknęła się na wojska pruskie i zapoczątkowała bitwę, odnosząc przy tym pewne sukcesy. Kolumna Amberta, licząca tylko 6 tys. żołnierzy, miała problemy z przeprawą przez rzekę Lauter i wkrótce stanęła w obliczu korpusu Friedricha Adolfa von Kalckreutha, który znacznie przewyższał ją liczebnie. W tej sytuacji, by uniknąć okrążenia, Ambert wycofał się i dołączył do środkowej kolumny Hoche'a. Niepowodzenie francuskiego ataku pierwszego dnia bitwy w dużej mierze spowodowane było przewagą pruskiej artylerii.

### Drugi dzień
Następnego dnia (29 listopada) po rozpoznaniu pruskich pozycji armia francuska sforsowała rzekę. Znajdujące się na przedzie francuskiej armii wojska dowodzone przez generałów Dubois i Molitor utknęły na płaskowyżu pod Erlebach i musiał im przyjść z pomocą Ambert. Hoche uszykował swą armię frontem na Otterberg, po czym bez powodzenia zaatakował pruskie lewe skrzydło za pomocą kilku szwadronów kawalerii. W zamieszaniu kilka oddziałów francuskich zgubiło się i straciło kontakt z głównymi siłami, toteż Ambert wraz z częścią armii ruszył, by je odszukać i sprowadzić do głównego obozu. Na prawym skrzydle Taponier uderzył na Kaiserslautern, jednak napotkał bardzo duży opór i w końcu został wyparty do okolicznych lasów. Drugiego dnia bitwy niepowodzenie francuskie wynikało z wyczerpania żołnierzy i braków amunicji. Te same przyczyny zaważyły na walkach, do których miało dojść następnego dnia.

### Trzeci dzień
Trzeciego dnia (30 listopada) rano bitwa zaczęła się od intensywnej wymiany ognia artyleryjskiego. Następnie Hoche zaatakował częścią swych sił pruskie pozycje. Na lewym skrzydle atakujący czterema batalionami Molitor nie zdołał zdobyć pozycji bronionych przez Buchberga i został odparty. Na francuskim prawym skrzydle dywizja Hueta z trudem utrzymywała swoje pozycje. W centrum natomiast trwała wymiana ataków kawaleryjskich – na przemian do ataku ruszała jazda francuska, a następnie odpowiadała szarżą jazda pruska. Gdy książę Brunszwicki po zabezpieczeniu swych skrzydeł i otrzymaniu posiłków z Lauterecken, przeprowadził kontrnatarcie na Otterberg, czyli tyły francuskiego lewego skrzydła, Hoche zarządził odwrót.
Francuzi stracili w bitwie 3 tys. żołnierzy. Ponieważ zwycięska armia pruska, która straciła w bitwie 1,3 tys. żołnierzy, nie zdecydowała się na pościg, Hoche bez problemów wycofał się w kierunku Mozeli.